# سمنخ كا رع

سمنخ كا رع، ومعنى الاسم قوية هي الروح من رع، هو الفرعون الحادي عشر من الأسرة الثامنة عشر. هو واحد من أكثر الشخصيات الغامضة في التاريخ المصري.

## حكمه
تولى سمنخ كا رع الحكم بعد وفاة « أخناتون » ولا يعرف الكثير عن فترة حكمه القصيرة ويعتبر نفسه لغز محير، ويعتقد انه أبن الملك أخناتون من زوجته كيا وهي زوجة ثانوية وهو أخ لتوت عنخ آمون، تزوج سمنخ كا رع من ابنة أخناتون ميريت آتون
شارك سمنخ كا رع والده أخناتون في العرش وتولى العرش بعده يناصره القائد آى لتثبيت حكمه، ولم تعترف الملكة نفرتيتي بالملك الشاب سمنخ كا رع مما جعله يحاول القضاء عليها ويظهر هذا في قيامه بمحو اسم نفرتيتي من قصر مرو آتون في أخت أتون ووضع اسم زوجته ميريت آتون.
وقد أعاد العاصمة إلى طيبة ربما بضغط من كهنة آمون وأتبع نظام جديد للإصلاح الذي قام به أخناتون بمساعدة الفرعون آى.
وقد وجد له اثاث ربما صنعه لمقبرة لم تستكمل لا وجود فيه لصورة آلاله آتون ( القوة الحيه التي تحرك قرص الشمس والكائنات الاخري ) .

## غموضه
سمنخ كارع له نقوش باسم (عنخ خبرو رع نفرنفرو آتون) وهو يشارك الملكة نفرتيتي في الاسم (نفرنفرو آتون) وهو اسم أنثوى يعنى الجمال الفائق لآتون كما أطلق هذا الاسم على الأبنه الرابعة لنفرتيتى الأميرة نفرنفرو آتون تاشيرى.
وضعت عدة نظريات لتوضيح حقيقة سمنخ كا رع منها : نظرية تقول ان (عنخ خبرورع) هو نفرتيتى باسم جديد لها لتحكم به كفرعون، وذلك استنادا على ان اسم (نفرنفرو آتون) هو أحد أسماء نفرتيتى، وان (عنخ خبرورع نفرنفرو آتون) ذكر بإنه المحبوب من أخناتون.
ونظرية أخرى ترى أن (عنخ خبرورع) هو سمنخ كا رع حيث انه كان متزوجا من ابنة أخناتون الكبرى مريت آتون، فلا يعقل ان الأم ستتزوج ابنتها، وأيضا بالنظر لسن المومياء التي وجدت وهو 25 عاما فلابد ان يكون هو سمنخ كارع

## وفاته
توفى بعدما حكم ما يقرب من ثلاثة أعوام ويعتبر سبب الوفاة لغز.
في عام 1907 وجد عالم المصريات تيودور ديفيز الأمريكي مقبرة غامضة هي المقبرة رقم 55 بوادى الملوك عثر فيها على تابوت به مومياء لسمنخ كا رع كان يعتقد انها لمرأة وهي الملكة تيي ولكن باستخدام الأجهزة الحديثة وبإجراء الفحوص عليها تبين انها لشاب مات في حوالي الخامسة والعشرين من عمره، كما ان شكل جمجمته مشابه لجمجمة توت عنخ آمون بما يوحى بصلة بينهما.